# 김정헌 (예술인)
김정헌 (1946년 5월 20일 ~ )은 대한민국의 문화예술인이다. 공주대학교의 교수와 한국문화예술위원회 위원장을 역임하였으나, 2008년 이명박 정부가 들어서면서 유인촌 당시 문화체육관광부 장관에 의해 해임당하면서 해임이 무효한지를 두고 2년 간 소송을 통해 해임 무효판정을 이끌어냈으나, 2개월 간의 '한 지붕 두 위원장' 사건 이후 재임을 포기하고 이후 교수 직에서 사퇴하였다. 이후 박원순 현 서울특별시장의 취임 이후 서울문화재단 이사장으로 공직에 다시 복귀하였다. 현재는 서울문화재단 이사장과 예술과마을네트워크의 대표로 있다.

## 주와 참고자료
1. ↑  최석환, 기성환 기자 (2012년 3월 26일). “유인촌이 '자른' 김정헌, 박원순이 '중용'…왜?”. 머니투데이. 2012년 10월 25일에 확인함.
2. ↑  이성제 기자 (2012년 7월 30일). “쫓겨난 위원장, ‘간디 마을’을 꿈꾸다”. 단비뉴스. 2012년 10월 25일에 확인함.